# Louisianawaterlijster
De louisianawaterlijster (Parkesia motacilla) is een zangvogel uit de familie Parulidae (Amerikaanse zangers).

## Verspreiding en leefgebied
Deze soort komt voor in de oostelijke Verenigde Staten en overwintert van zuidelijk Florida tot noordwestelijk Zuid-Amerika en West-Indië.